# Composição (falácia)
Composição é uma falácia informal que consiste em afirmar que o todo possui a mesma propriedade da parte. É o raciocínio inverso da divisão.

## Estrutura lógica
- A é composto de partes B.
- B tem características X.
- Logo, A tem características X.

## Exemplos
- As células não têm consciência. Portanto, o cérebro, que é feito de células, não tem consciência.
  - A frase ignora que o cérebro como um todo possui propriedades diferentes de suas células.
- A instituição religiosa tem alguns membros corruptos, logo a instituição religiosa é toda corrupta.